# Banca Sammarinese di Investimento
La Banca Sammarinese d'Investimento S.p.A. è una banca della Repubblica di San Marino nata a Dogana, curazia (frazione) di Serravalle il 29 maggio 2002. Ha un capitale sociale al 31/12/2021 di 21.500.000 di euro.

## Sede
Via Monaldo da Falciano, 3 47891 Rovereta (RSM)
Repubblica di San Marino